# NGC 2775
NGC 2775 (aussi appelé Caldwell 48) est une galaxie spirale située dans la constellation du Cancer. NGC 2775 a été découverte par l'astronome germano-britannique William Herschel en 1783.

## Caractéristiques
Sa vitesse par rapport au fond diffus cosmologique est de 1 660 ± 22 km/s, ce qui correspond à une distance de Hubble de 24,5 ± 1,7 Mpc (∼79,9 millions d'al).
À ce jour, deux mesures non basées sur le décalage vers le rouge (redshift) donnent une distance de 15,500 ± 2,121 Mpc (∼50,6 millions d'al), ce qui est à l'extérieur des valeurs de la distance de Hubble. Puisque cette galaxie est relativement rapprochée du Groupe local, il est probable que cette valeur soit plus près de la distance réelle de NGC 2775. Notons que c'est avec la valeur moyenne des mesures indépendantes, lorsqu'elles existent, que la base de données NASA/IPAC calcule le diamètre d'une galaxie.
La classe de luminosité de NGC 2775 est I-II et elle présente une large raie HI. De plus, il se pourrait que ce soit une galaxie active dont le type n'est pas déterminé.

## Morphologie

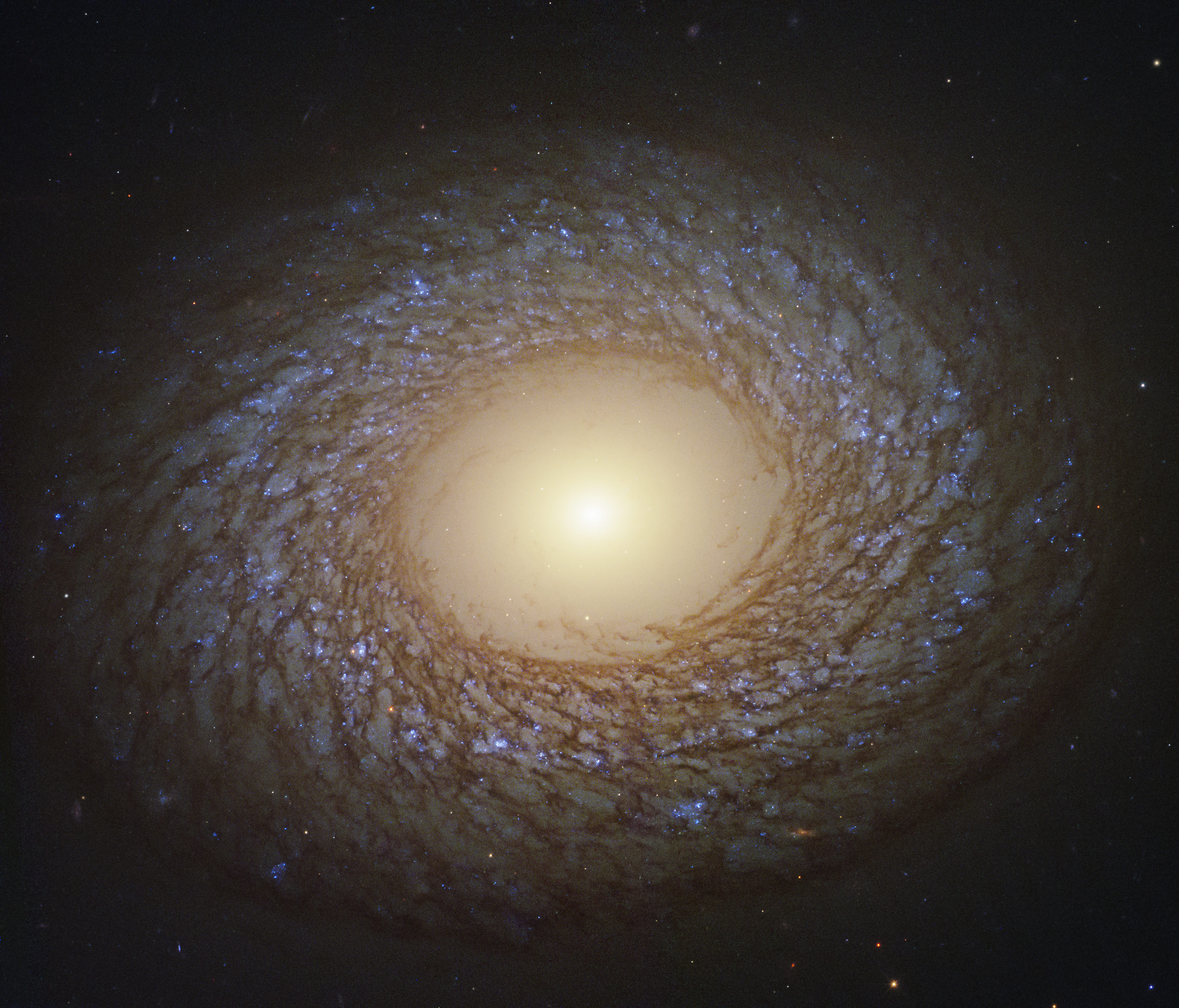
Image de NGC 2775 obtenue à partir des données captées par le télescope spatial Hubble.

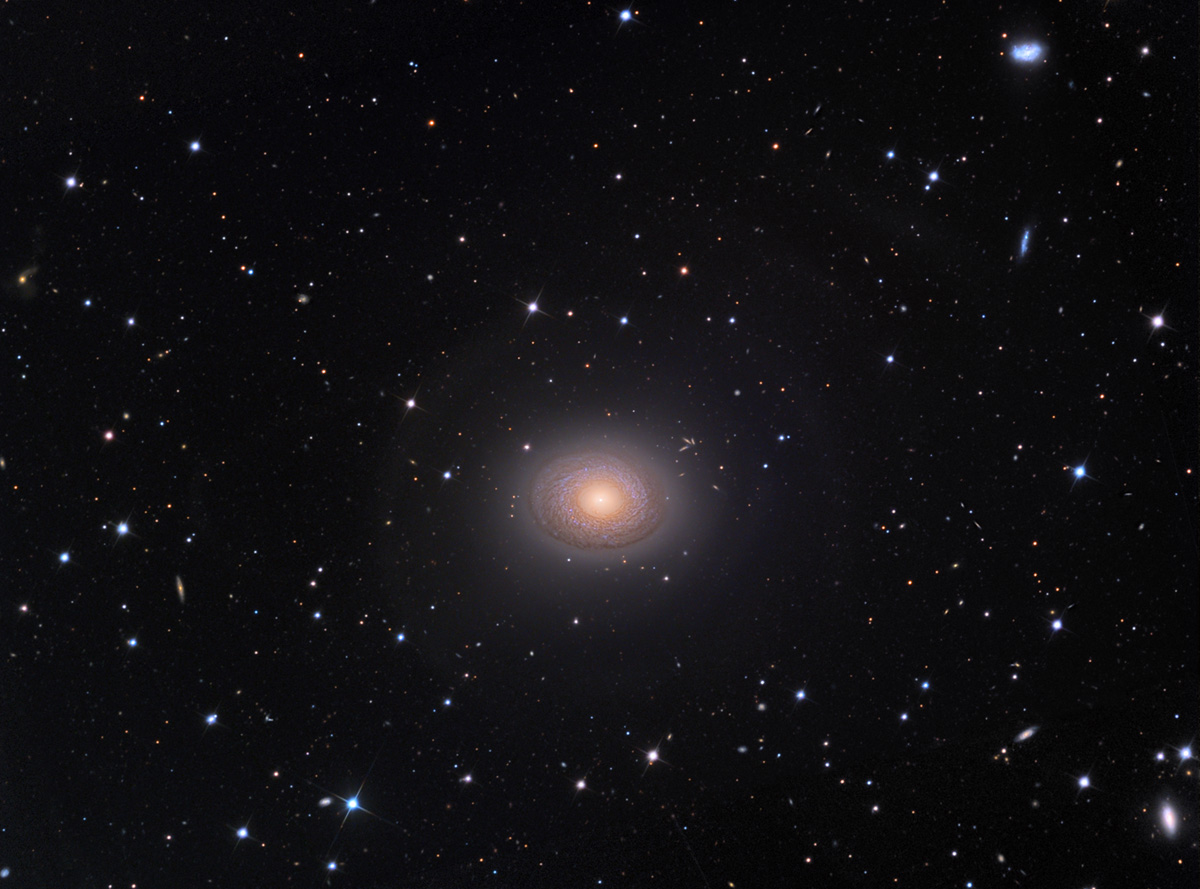
NGC 2775 par Adam Block Observatoire du mont Lemmon/Université de l'Arizona.

NGC 2775 a été utilisée par Gérard de Vaucouleurs comme une galaxie de type morphologique SA(l)ab dans son atlas des galaxies,.
Eskridge, Frogel et Pogge ont publié un article en 2002 décrivant la morphologie de 205 galaxies spirales ou lenticulaires rapprochées. Les observations ont été réalisées dans la bande H de l'infrarouge et dans la bande B (le bleu). Selon Eskridge et ses collègues, NGC 2775 est de type Sa dans la bande B et S0/a dans la bande H. Le noyau de NGC 2775 est très brillant et il est intégré dans un grand bulbe légèrement elliptique. Le disque s'étend du bulbe avec presque la même forme isopphotale. Il existe des évidences de deux bandes spiralées et symétriques de poussière d'absorption de très faible luminosité dans le disque externe.

## Supernova
La supernova SN 1993Z a été découverte le 23 septembre 1993 dans NGC 2775 par R. R. Treffers, A. V. Filippenko, B. Leibundgut, Y. Paik, et L. F. M. Lee de l'université de Californie à Berkeley ainsi que par Mike Richmond de l'université Princeton. Cette supernova était de type Ia.

## Trou noir supermassif
Selon un article basé sur les mesures de luminosité de la bande K de l'infrarouge proche du bulbe de NGC 2775, on obtient une valeur de 107,9 {\displaystyle M_{\odot }} (79 millions de masses solaires) pour le trou noir supermassif qui s'y trouve.

## Groupe de NGC 2775
NGC 2775 est la principale galaxie d'un petit groupe qui porte son nom. Le groupe de NGC 2775 comprend les galaxies UGC 4781 et UGC 4797. Certaines sources incluent également la galaxie NGC 2777 dans le groupe de NGC 2775,.